# Criocerinus
Criocerinus is een kevergeslacht uit de familie van de boktorren (Cerambycidae). De wetenschappelijke naam van het geslacht werd voor het eerst geldig gepubliceerd in 1894 door Fairmaire.

## Soorten
Criocerinus omvat de volgende soorten:
- Criocerinus alluaudi Villiers, Quentin & Vives, 2011
- Criocerinus corallinus Fairmaire, 1894